# Sabine Zimmermann (Politikerin)

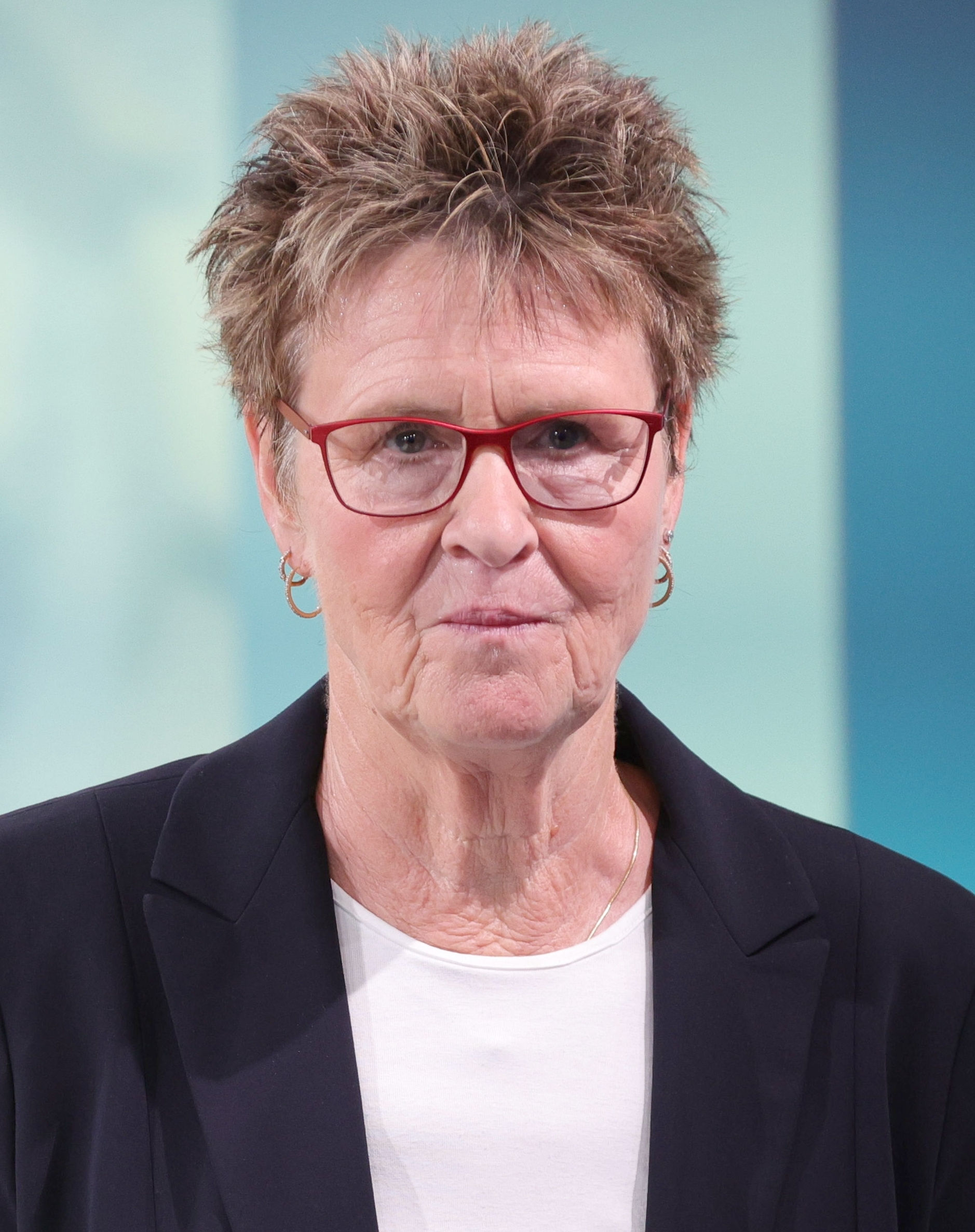
Sabine Zimmermann (2024)

Sabine Zimmermann geb. Ebert (* 30. Dezember 1960 in Pasewalk) ist eine deutsche Politikerin (BSW, zuvor Die Linke, SPD). Seit 2024 ist sie Landesvorsitzende des BSW in Sachsen. Von 2005 bis 2021 war sie Mitglied des Deutschen Bundestages für Die Linke. Sie war Spitzenkandidatin des BSW zur Landtagswahl in Sachsen und ist seitdem Mitglied des Sächsischen Landtags sowie Vorsitzende der dortigen BSW-Fraktion.

## Leben und Beruf
Nach dem Besuch der Polytechnischen Oberschule absolvierte Sabine Zimmermann von 1977 bis 1980 eine Ausbildung zur Facharbeiterin für Anlagentechnik mit Abitur. Anschließend besuchte sie eine Fachschule für Baustofftechnologie, die sie 1984 als Baustofftechnologin beendete. Danach war sie bis 1990 beim VEB Ziegelwerke Karl-Marx-Stadt und anschließend im Landratsamt Neustadt an der Waldnaab in der Abteilung Abfallwirtschaft tätig.
1992 wechselte sie als Gewerkschaftssekretärin zum Deutschen Gewerkschaftsbund. Seit 2001 war sie Vorsitzende der DGB-Region Vogtland-Zwickau.
Von 1995 bis 2005 war Zimmermann Mitglied der SPD, 2007 trat sie in die Partei Die Linke ein und blieb dort Mitglied bis ins Jahr 2023. Sie begründete den SPD-Austritt mit der Einführung von Hartz IV im Rahmen der Agenda 2010, die nicht sozial gerecht gewesen sei. 2012 gab sie ihre Kandidatur für den Parteivorsitz der Linken bekannt. Am Wahltag zog sie diese zurück. Katja Kipping wurde neue Parteichefin, nachdem sie sich gegen Dora Heyenn durchgesetzt hatte.
Spätestens ab Oktober 2023 unterstützte sie den Verein BSW – Für Vernunft und Gerechtigkeit. Ende Januar 2024 kündigte Zimmermann auf dem BSW-Parteitag in Berlin die Gründung eines sächsischen Landesverbandes des inzwischen zur Partei gewordenen BSW an. Sie ist zusätzlich Landeskoordinatorin des BSW für Mecklenburg-Vorpommern bis zur Gründung eines Landesverbandes.
Auf der Gründungsversammlung des sächsischen Landesverbandes des BSW am 24. Februar 2024 wurde sie zusammen mit dem Unternehmer Jörg Scheibe zur Landesvorsitzenden gewählt.
Sabine Zimmermann wohnt seit 2021 in Werdau, ist verheiratet und hat zwei Kinder.

## Abgeordnete
Vom 16. Juli bis zum Ende der Legislaturperiode im Oktober 2004 gehörte Sabine Zimmermann für die SPD Sachsen dem Sächsischen Landtag an, nachdem Karl-Heinz Kunckel sein Mandat niedergelegt hatte. Seit 2005, als sie über die offene Landesliste Sachsen der Linkspartei.PDS in den Bundestag einzog, war sie Mitglied des Deutschen Bundestages. Ihr Wahlkreis war Zwickau.
Im September 2012 wurde sie zur Vorsitzenden des Ausschusses für Arbeit und Soziales des Deutschen Bundestages gewählt, nachdem Katja Kipping auf Grund ihrer Wahl zur Parteivorsitzenden von diesem Amt zurückgetreten war. Im Januar 2018 übernahm sie den Vorsitz des Ausschusses für Familie, Senioren, Frauen und Jugend. Zudem gehörte sie dem Ausschuss für Tourismus an und war stellvertretendes Mitglied im Ausschuss für Arbeit und Soziales.
Ab 2019 war Zimmermann Mitglied der Deutsch-Französischen Parlamentarischen Versammlung. Bei der Bundestagswahl 2021 kandidierte sie erneut, erhielt aber kein Mandat, da ihre Partei ihr keinen Listenplatz auf der Landesliste gegeben hatte.
Bei der Landtagswahl in Sachsen 2024 wurde sie als Spitzenkandidatin des BSW in den Sächsischen Landtag gewählt. Anschließend wurde sie zur Vorsitzenden der BSW-Fraktion im Landtag gewählt.